# Acigné

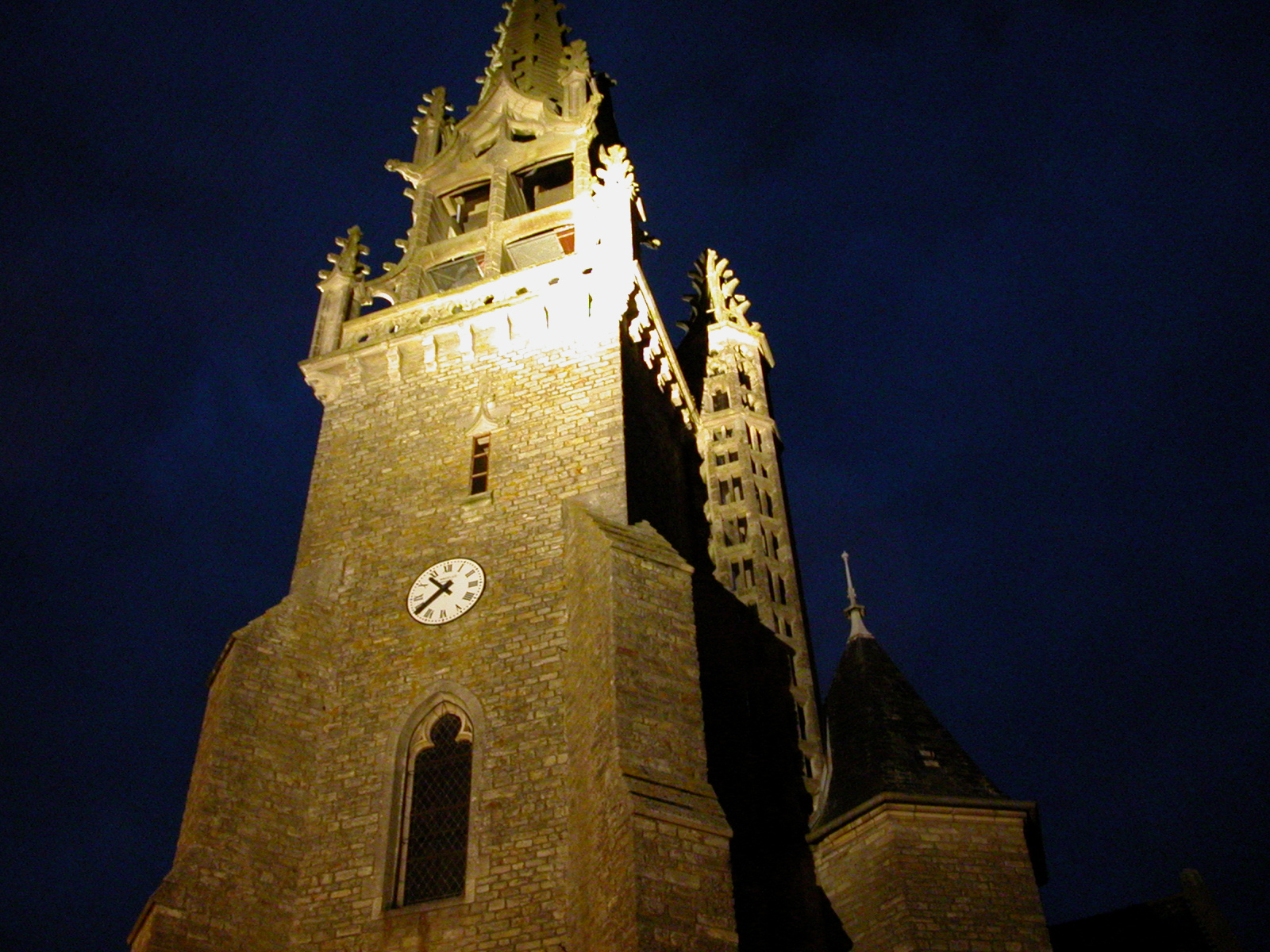
La chiesa.

Acigné è un comune francese di 6 369 abitanti situato nel dipartimento dell'Ille-et-Vilaine nella regione della Bretagna.

## Società

### Evoluzione demografica
Abitanti censiti